# 谷山盧氏
谷山盧氏（コクサンノし、곡산노씨）は、朝鮮の氏族の1つ。本貫は黄海道谷山郡である。2015年の調査では、1,133人である。
始祖は、中国唐の翰林学士を務めていた時に新羅に派遣された盧穂の9番目の息子で谷山伯に封じられた盧垣である。盧垣の子孫の盧兆が谷山郡を本貫として谷山盧氏を創始した。
光州盧氏、交河盧氏、豊川盧氏、長淵盧氏、安東盧氏、安康盧氏、延日盧氏、平壌盧氏と共に盧氏中央宗親会をなしている。

## 集姓村
- 京畿道金浦郡高村面新谷里
- 黄海道谷山郡谷山面
- 黄海道甕津郡西面外銭山里
- 黄海道平山郡積岩面[4]